# Cytosporoza jabłoni

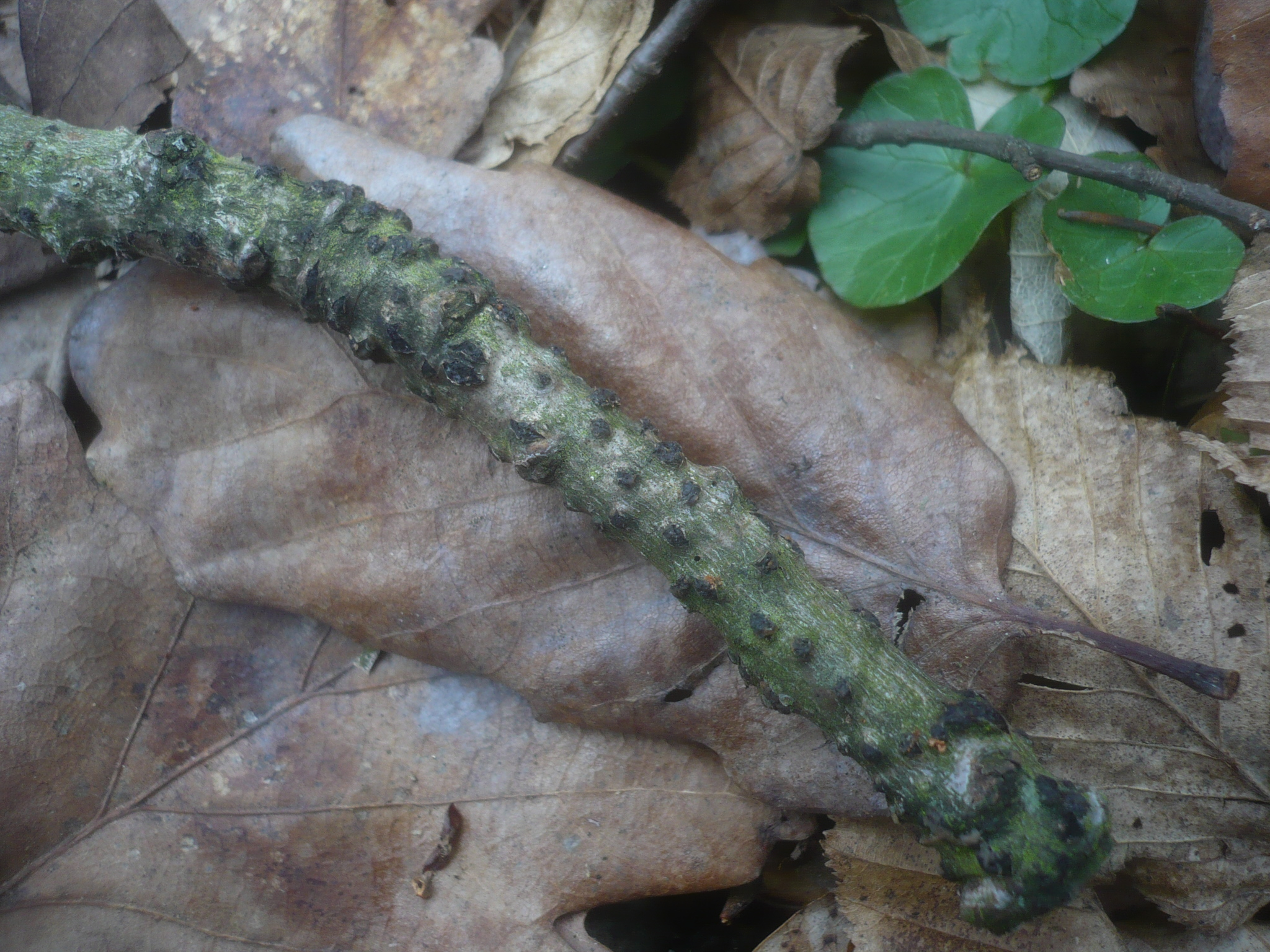

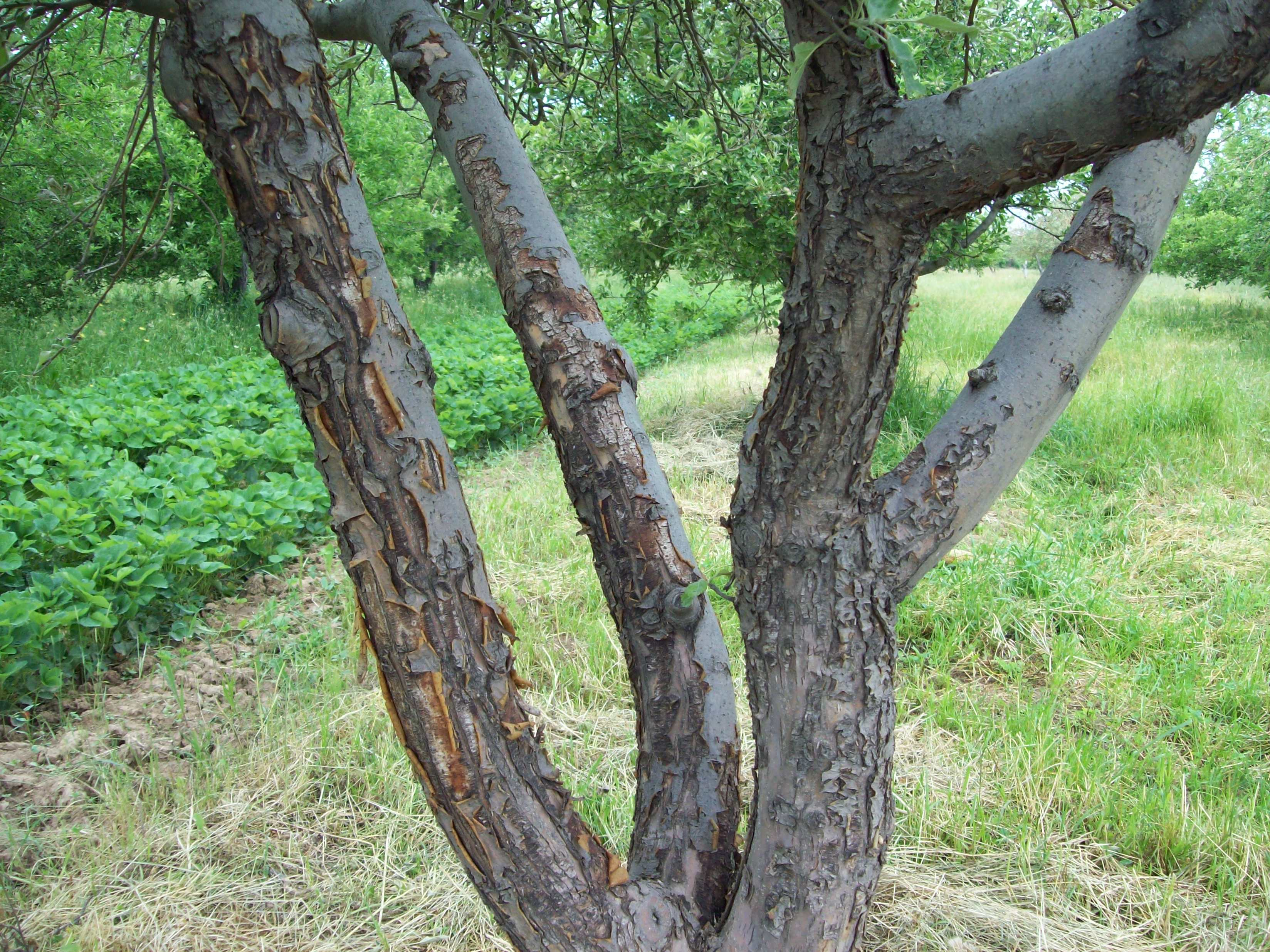

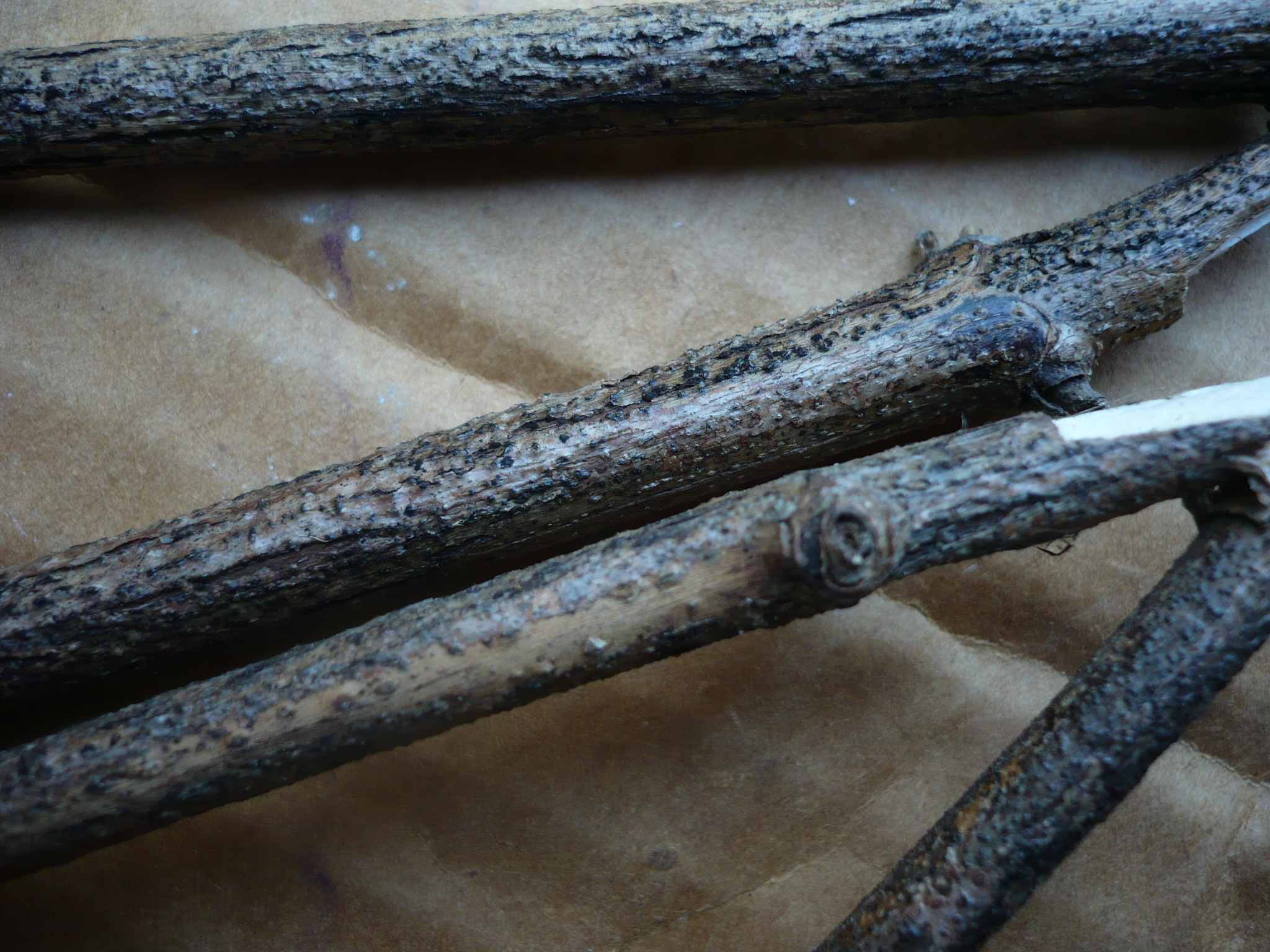

Cytosporoza jabłoni (ang. Perennial canker) – grzybowa choroba jabłoni wywołana przez dwa patogeny: Valsaria insitiva i Valsa malicola.

## Objawy
Choroba występuje głównie na jabłoniach osłabionych przez mróz lub zamierających z powodu braku wody. Pierwszym jej objawem są nekrozy kory na wierzchołkach młodych pędów. Później nekrozy te rozprzestrzeniają się w dół pędów, wreszcie rozległe nekrozy powstają na konarach. Nekrozy najpierw powstają wokół obumarłych sęczków oraz ran po cięciu i po złamanych pędach. W miejscu porażenia kora zmienia barwę na jasnobrunatną i pojawiają się na niej liczne, ciemne punkciki – pyknidia grzyba. Porażona kora obumiera i łuszczy się, odsłaniając ciemnosiwe i brunatne drewno, a porażone pędy obumierają. Przy silnym porażeniu następuje więdnięcie i obumieranie poszczególnych gałęzi.

## Epidemiologia
Wywołujące chorobę grzyby są saprotrofami i pasożytami słabości atakującymi osłabione rośliny przez rany. Ich rozwój stymuluje niedobór wody w miękiszu kory drzew. Zimują w postaci grzybni na porażonych częściach roślin.
Patogeny rozmnażają się głównie przez zarodniki konidialne. Zarodniki płciowe występują bardzo rzadko i nie odgrywają większej roli w ich cyklu życiowym.

## Ochrona
- Nie dopuszczać do przesuszenia gleby,
- wycinać porażone konary i usuwać z sadu obumarłe drzewa,
- po cięciu lub gradobiciu zabezpieczać rany maściami sadowniczymi lub opryskiwać drzewa fingicydami benzimidazolowymi lub pochodnymi guanidyny[3].